# Pieris japonica
Espèce
Classification phylogénétique
Pieris japonica, l’Andromède du Japon, est une espèce de plantes à fleurs de la famille des Ericaceae. Elle est originaire de l'est de la Chine, de Taiwan et du Japon, où il pousse dans les fourrés des montagnes. Cet arbuste ou arbre à feuilles persistantes de taille moyenne est largement cultivé dans les jardins.

## Description

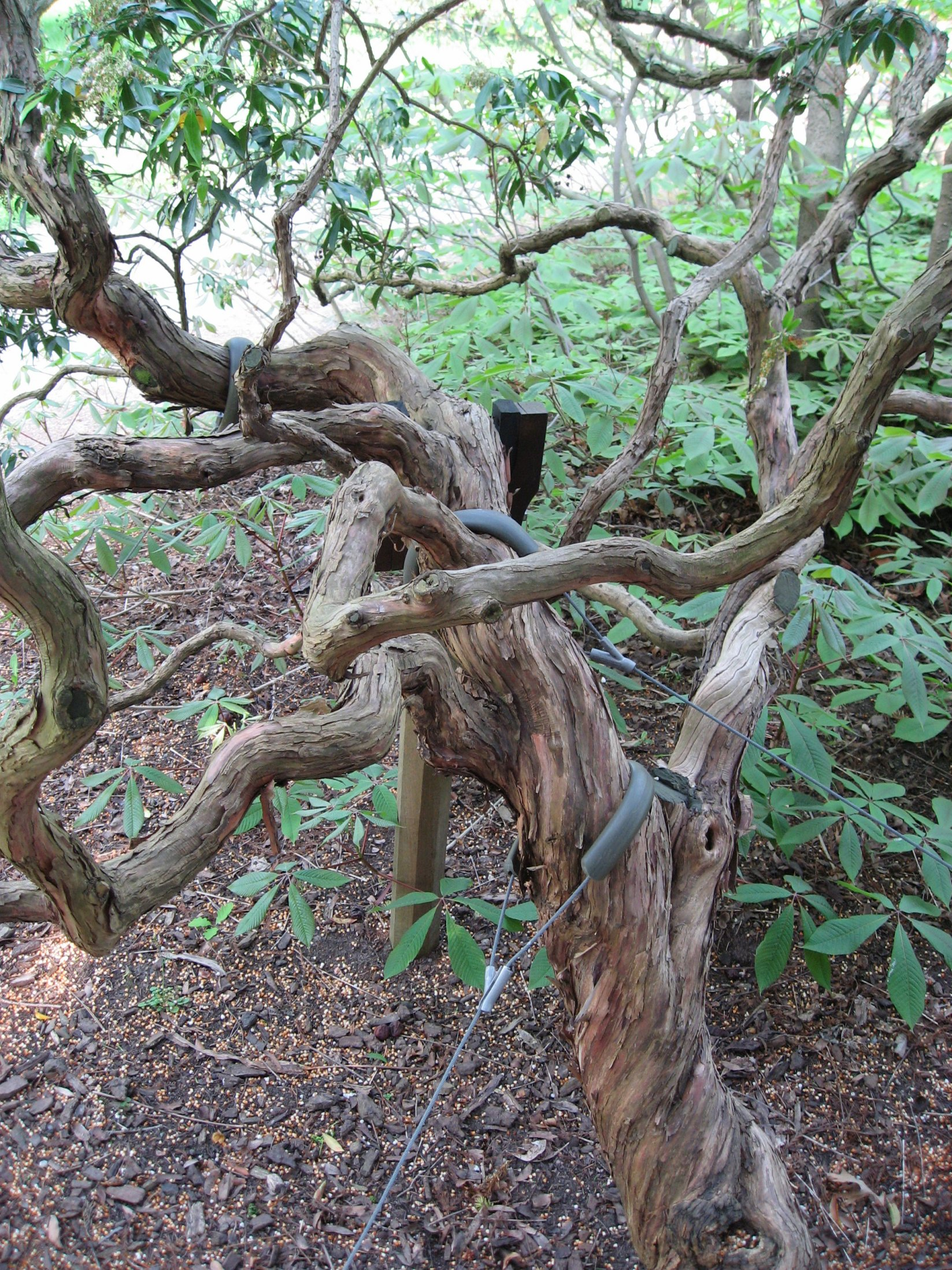
Tronc.

C'est un arbuste de 1 à 4 m (3,3 à 13,1 pieds) de haut, parfois jusqu'à 10 mètres, avec des feuilles simples et alternes sur des tiges cassantes. Les feuilles émergent avec un bronze ou un rouge bien visible chez certains cultivars qui deviennent ensuite vertes. Les grappes de petites fleurs en forme d'urne sont blanches ou roses, apparaissant tôt au printemps et offrant un effet décoratif sur les jeunes feuilles rouges. Les fleurs durent généralement deux ou trois semaines.